# Jock McNab
Pour les articles homonymes, voir McNab.
Jock McNab, né le 17 avril 1894 à Cleland (Écosse) et mort le 2 janvier 1949, est un footballeur écossais, qui évoluait au poste de milieu de terrain à Liverpool et en équipe d'Écosse. 
McNab n'a marqué aucun but lors de son unique sélection avec l'équipe d'Écosse en 1923.

## Carrière
- 1918-1919 : Bellshill Athletic
- 1919-1928 : Liverpool
- 1928-1930 : Queens Park Rangers

## Palmarès

### En équipe nationale
- 1 sélection et 0 but avec l'équipe d'Écosse en 1923.

### Avec Liverpool
- Vainqueur du Championnat d'Angleterre de football en 1922 et 1923.